# Emily de Lua Nova
Emily de Lua Nova é o primeiro de uma série de romances de Lucy Maud Montgomery sobre uma menina órfã canadense que cresce na Ilha do Príncipe Eduardo. Lucy Maud também é a autora da série Anne de Green Gables. O livro foi publicado pela primeira vez em 1923.

## Resumo do enredo
Semelhante à sua série anterior e mais conhecida Anne de Green Gables, os romances de Emily retratam a vida através dos olhos de uma jovem órfã, Emily Byrd Starr, que é criada por seus parentes depois que seu pai morre de tuberculose . Montgomery considerava Emily uma personagem muito mais próxima de sua própria personalidade do que Anne, e alguns dos eventos que ocorrem na série Emily aconteceram com a própria Montgomery. Emily é descrita como tendo cabelos pretos, olhos violeta-arroxeados, orelhas de elfo, pele clara e um sorriso "lento" único e encantador.
Emily Starr é enviada para viver na Fazenda Lua Nova na Ilha do Príncipe Eduardo com suas tias Elizabeth e Laura Murray e seu primo Jimmy. Ela faz amizade com Ilse Burnley, Teddy Kent e Perry Miller, o garoto contratado, que tia Elizabeth despreza porque ele nasceu em "Stovepipe Town", um distrito mais pobre.
Cada uma das crianças tem um dom especial. Emily nasceu para ser escritora, Teddy é um artista talentoso, Ilse é uma talentosa elocucionista e Perry tem tudo para ser um grande político. Eles também têm alguns problemas com suas famílias. Emily tem dificuldade em se relacionar com a tia Elizabeth, que não entende sua necessidade de escrever. O pai de Ilse, Dr. Burnley, a ignora na maior parte do tempo por causa de um segredo terrível sobre a mãe de Ilse. A mãe de Teddy tem ciúmes dos talentos e amigos do filho, temendo que o amor dele por eles ofusque o amor que ele tem por ela; como resultado, ela odeia Emily, os desenhos de Teddy e até mesmo seus animais de estimação. Perry não é tão rico quanto os outros três, então sua tia Tom tenta fazer Emily prometer que se casará com Perry quando eles crescerem, ameaçando que, a menos que Emily o faça, ela não pagará a escola de Perry.
Outros personagens incluem Dean "Jarback" Priest, um cínico quieto e misterioso que quer algo que ele teme ser inatingível; o impetuoso Sr. Carpenter, o velho professor rabugento que é o mentor e crítico honesto de Emily quando se trata de avaliar suas histórias e poemas; o "simples" primo Jimmy, que recita sua poesia quando o espírito o move; tia Laura, que é uma tia gentil; e a rigorosa e desconfiada tia Elizabeth, que ainda assim prova ser uma aliada inesperada em tempos difíceis.

## Série
Os três romances de Emily são Emily de Lua Nova(1923), A Escalada de Emily (1925) e A Busca de Emily (1927). A série foca em Emily durante seus dias de escola e sua escalada no simbólico "Caminho Alpino" para se tornar uma autora de sucesso (o Caminho Alpino é uma frase de um poema que a inspirou desde jovem). Os livros posteriores também acompanham Emily em vários romances (que não são romances íntimos) e aventuras. Emily é uma heroína apaixonada pela beleza da natureza e da arte, leal aos amigos, sede de conhecimento e dedicada apaixonadamente à escrita.

## Publicação
No Brasil, a coleção de livros saiu pela editora Principis em 2022. Também há outra publicação pela editora Pedra Azul em 2021.
| ISBN             | Publicado | Editora    | Nome                  |
| ---------------- | --------- | ---------- | --------------------- |
| 978-6555522570   | 2022      | Principis  | Emily de Lua Nova     |
| 978-6555522563   | 2022      | Principis  | A Escalada de Emily   |
| 978-6555524437   | 2022      | Principis  | A Busca de Emily      |
| 978-85-66549-720 | 2021      | Pedra Azul | Emily de Lua Nova     |
| 978-85-66549-720 | 2021      | Pedra Azul | A Trajetória de Emily |
| 978-85-66549-000 | 2021      | Pedra Azul | A Busca de Emily      |

### Contos
Para promover o romance nos EUA, Montgomery publicou capítulos editados como contos em The Delineator (uma revista feminina) . Entre elas estavam "Enter Emily" e "Too Few Cooks", que mais tarde foi adaptada para um capítulo de Magic for Marigold (Magia para Marigold) . Elas foram publicadas nos primeiros meses de 1925 (o romance foi publicado dois anos depois).

### Traduções
O romance foi traduzido para várias línguas, incluindo as seguintes.
- Emily of New Moon (inglês)
- Emily fra Månegårde (dinamarquês)
- Kumkunen Emily (Emily, uma sonhadora) e Emily, Chowon ew Bit (Emily, a luz na planície) (coreano)
- Emīlija no Jaunā mēness (letão)
- Pieni runotyttö (Finlandês)
- Emilka ze Srebrnego Nowiu (polonês)
- Emily (sueco)
- Emily, de la Luna Nueva (espanhol)
- Emily della Luna Nuova (italiana)
- かわいい Emily (Japonês)
- Emilie de la Nouvelle Lune (francesa)
- Emily auf der Moon-Farm (alemão)
- Emily - Dokhtare Darrehaye Sabz (persa)
- Emily z Nového Mesiaca (Eslovaca)
- Emily ở trang trại trăng non (Vietnamita/Tiếng Việt)
- Emily (cingalês)
- Emily - A tűzprób e Emily - Barátságok (Emily: Amizades) (Húngaro)
- אמילי ממולד הירח (Hebraico)

## Televisão
Os romances foram adaptados para uma série de TV pela Cinar (agora conhecida como WildBrain), Salter Street Films e CBC Television em 1998. A série foi filmada na Ilha do Príncipe Eduardo, escalando estrelas mirins locais. A série atualmente é exibida na Vision TV e na TLN em espanhol no Canadá. Nos EUA, foi ao ar na This TV até 2013. A partir de 2023, a série também estará disponível no Hallmark Movie Channel da Roku e gratuitamente no Encore+ online.
Em abril de 2007, os romances foram adaptados para uma série de anime de 26 episódios no Japão, intitulada Kaze no Shōjo Emily (Emily, A Garota do Vento). A série foi produzida pela NHK e TMS Entertainment .

## Cultura popular
O livro é destaque na série de TV Boneca Russa (Temporada 1, Episódio 5).
Em 5 de novembro de 2019, a BBC News listou Emily de Lua Nova em sua lista dos 100 romances mais influentes.